# Jerami Grant
Houston Jerami Grant, född 12 mars 1994 i Portland i Oregon, är en amerikansk professionell basketspelare (PF/SF) som spelar för Portland Trail Blazers i National Basketball Association (NBA). Han har tidigare spelat för Philadelphia 76ers.
Grant draftades i andra rundan i 2014 års draft av Philadelphia 76ers som 39:e spelare totalt.
Han är son till Harvey Grant och yngre bror till Jerian Grant samt brorson till Horace Grant. Alla tre har spelat alternativt spelar i NBA.

## Lag
- Philadelphia 76ers (2014–2016)
- Oklahoma City Thunder (2016–2019)
- Denver Nuggets (2019–2020)
- Detroit Pistons (2020–2022)
- Portland Trail Blazers (2022–)